# Zevenhuizen (Apeldoorn)
Zevenhuizen is een wijk van de Nederlandse stad Apeldoorn. Het maakt deel uit van Apeldoorn Noordoost. Huishoudens in de wijk Zevenhuizen hebben gemiddeld de laagste inkomens van de gemeente Apeldoorn.

## Geschiedenis en ligging
In de Gemeente-atlas van Nederland (1868) is Zevenhuizen een buurtschap te oosten van het Apeldoorns Kanaal. De wijk Zevenhuizen is voornamelijk in de jaren 60 en 70 van de 20e eeuw gebouwd. Zevenhuizen ligt in het noordoostelijke deel van Apeldoorn en wordt in grote lijnen begrensd door het Apeldoorns Kanaal, de Deventerstraat en de Anklaarseweg. Ten noordoosten van Zevenhuizen wordt de nieuwe wijk Zuidbroek gebouwd. Qua leeftijdsopbouw, etniciteit en sociale klassen is de wijk divers.
Zevenhuizen is opgedeeld in zeven buurten: Oud-Zevenhuizen, Sluisoord, De Mheen, Anklaar, Sprenkelaar, Gentiaan en Sleutelbloem. De wijk bestaat uit verschillende typen woningen, waaronder rijtjeshuizen, doorzonwoningen, drive-inwoningen, villawoningen en relatief veel hoogbouw. Er zijn straten waaraan veel huishoudens gelegen zijn. Een voorbeeld is de Kruizemuntstraat in de buurt De Mheen, die tot in de 1000 genummerd is. In de wijk zijn veel groenvoorzieningen.
Het water in de vijvers in Zevenhuizen is geelbruin van kleur door het ijzer dat in de grond zit. Doordat dit gedeelte van Apeldoorn op de plaats van een oude rivierloop ligt is de grond erg vruchtbaar.

## Voorzieningen

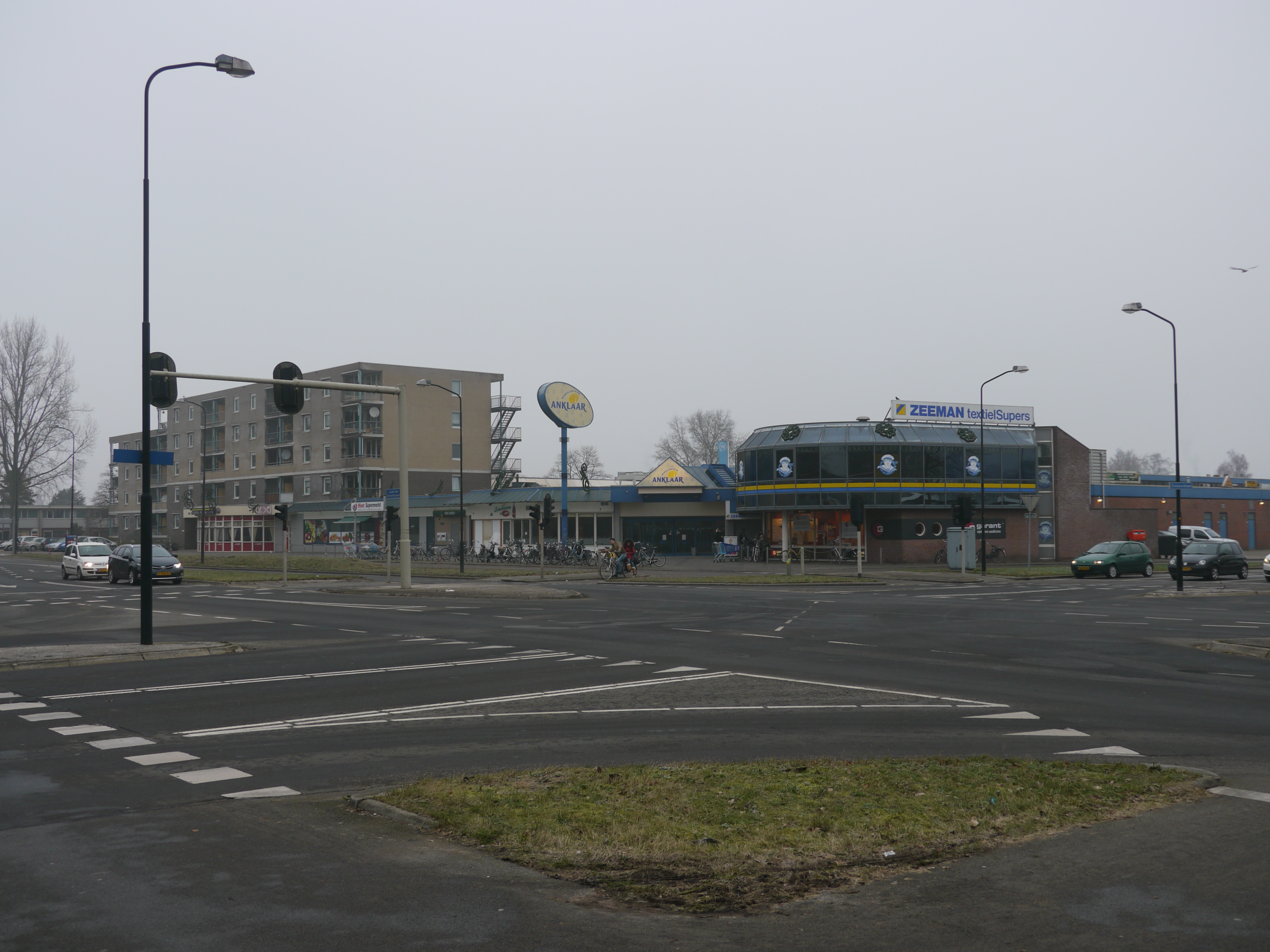
Het oude winkelcentrum Anklaar, zoals dat er tot 2015 was.

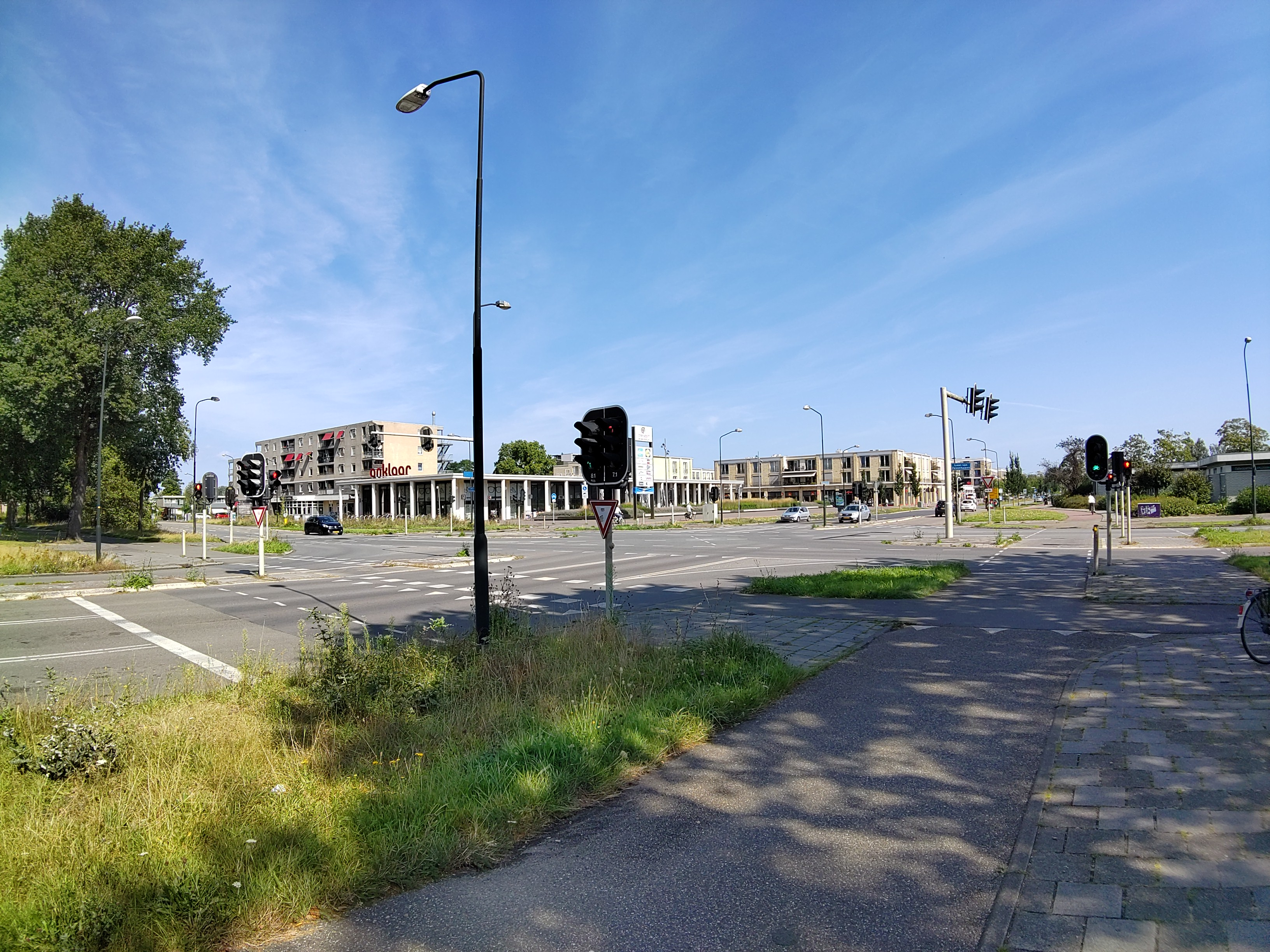
Het volledig herbouwde winkelcentrum, in 2024 gefotografeerd vanaf hetzelfde punt.

In Zevenhuizen zijn twee winkelcentra gelegen: Winkelcentrum Anklaar aan het Operaplein en Winkelcentrum De Mheen aan het Korianderplein. Anklaar en Mheen zijn traditionele namen voor stukken land. Het winkelcentrum Anklaar is van 2015-2019 helemaal herbouwd. Dit had al in 2010 moeten beginnen maar de start heeft veel langer geduurd dan voorzien, en de bouw is ook tussentijds meerdere malen stilgelegd, omdat er tal van rechtszaken zijn gevoerd omtrent het aantal parkeerplaatsen. Het nieuwe winkelcentrum Anklaar werd uiteindelijk op woensdag 9 oktober 2019 geopend.
Het Mheenpark ligt in het hart van Zevenhuizen en heeft aan het begin van de 21e eeuw een opknapbeurt gekregen. Het park is het grootste stadspark van Apeldoorn. Regelmatig vinden er evenementen plaats, waaronder popconcerten. Verder beschikt Zevenhuizen over een kinderboerderij, een openbare bibliotheek, verschillende wijkcentra, sportcentra en een overdekt zwembad.
In Zevenhuizen zijn verschillende scholen voor basis- en voortgezet onderwijs gevestigd, zoals het Veluws College en de basisscholen De Boemerang en De Mheen.
Langs de rand van Zevenhuizen zijn bedrijventerreinen gevestigd. Zo is het ICT-bedrijf Getronics, het vroegere Rijkscomputercentrum, gelegen aan de rand van Zevenhuizen.

## Openbaar vervoer
Zevenhuizen is met het openbaar vervoer te bereiken met lijn 2 naar Zuidbroek, lijn 15 naar Twello en lijnen 201 en 210 naar Zwolle.